# Experiment

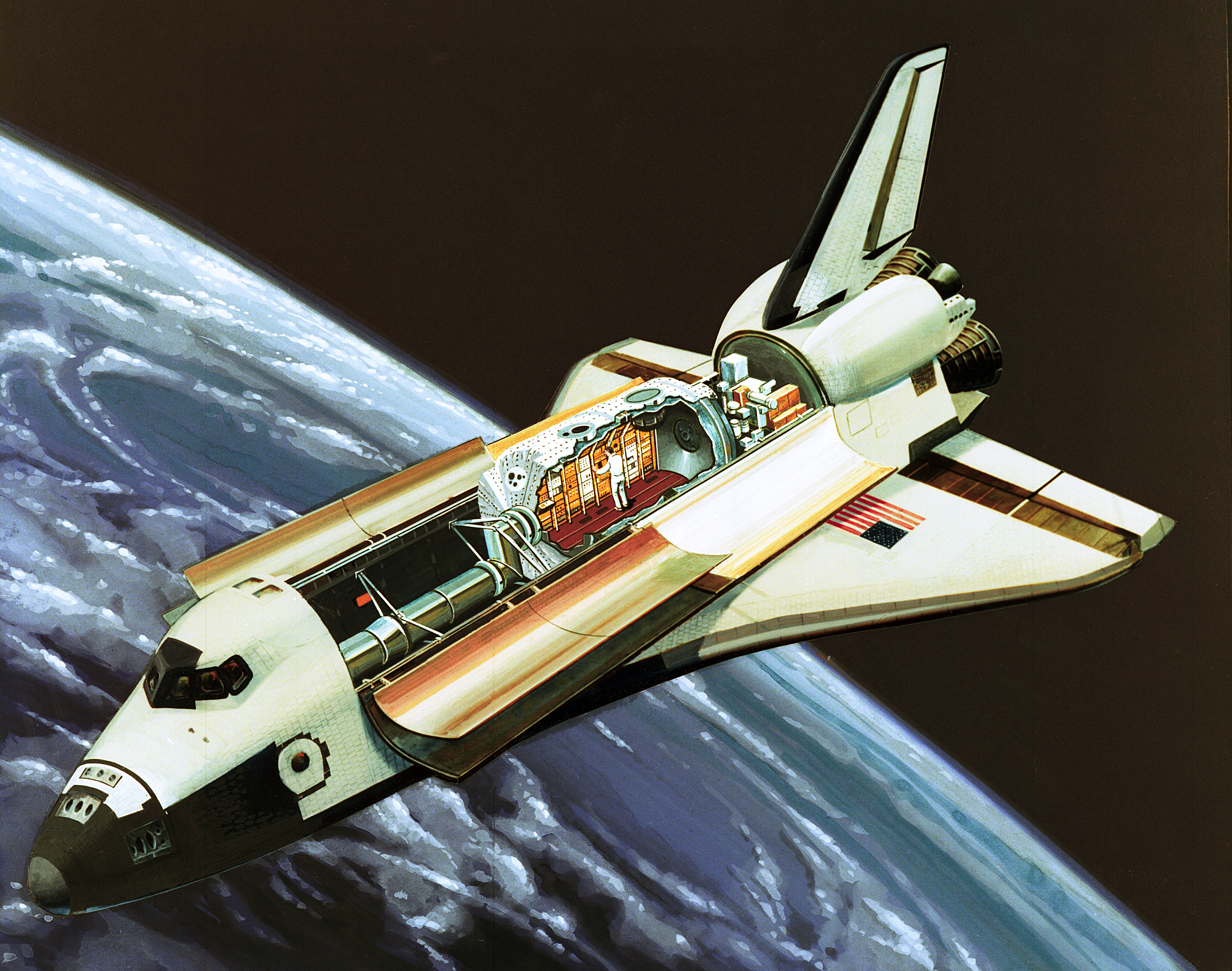
I modulen Spacelab som medföljde rymdfärjan genomfördes experiment i tyngdlöshet.

Ett experiment är en vetenskaplig prövning av en hypotes, teori eller konstruktion. Målet är att bekräfta eller tillbakavisa den.
Experimenterandet utgör en undersökningsmetod som används för att studera en viss variabels påverkan på en annan variabel i kausala termer. Experiment skiljer sig från andra undersökningsmetoder genom att undersökaren har en aktiv roll i att sätta igång den kausala process som oftast innebär att pröva en hypotes. Experiment kan utföras på flera olika undersökningsobjekt, såväl levande varelser som döda ting, och metoden har delvis olika innehåll beroende på vilket det aktuella objektet är.

## Experiment med människor
Experiment med människor betecknar inom medicin, psykologi, pedagogik, sociologi och marknadsföring en vetenskaplig metod för att studera om en viss variabel har en påverkan, i kausala termer, på en annan variabel. Till skillnad från många andra undersökningsmetoder för att studera människors reaktioner, kännetecknas experiment av att undersökaren aktivt utsätter experimentdeltagare för påverkan som inte skulle ha inträffat i frånvaro av den aktuella undersökningen.